# Ктесипп (сын Хабрия)
Ктесипп — сын афинского военачальника Хабрия.

По свидетельству античных авторов, Ктесипп был известен своими расточительностью, легкомыслием и распущенностью. Так, по словам Афинея, в вину Ктесиппу ставился факт распродажи ради удовлетворения прихотей даже камней от памятника, воздвигнутого отцу на общественные деньги. Как указал В. Н. Андреев, он как минимум «сильно потрепал большое состояние Хабрия».
Имя Ктесиппа упоминается и в самой ранней посвященной общественному вопросу речи Демосфена «Против Лептина об ателии», датируемой приблизительно 355/354 г. до н. э. Тогда сын Хабрия вместе с некоторыми другими афинянами выступил против предлагаемого Лептином закона о дальнейшем непредоставлении ателии. Его синегором стал Демосфен, сделавший это, по замечанию Плутарха, либо ради самого Ктесиппа, либо из-за того, что сватался к его матери.
По словам Плутарха, Фокион, при жизни Хабрия неизменно уважительно относящийся к нему, после смерти друга пытался принимать активное участие в судьбе его сына, чтобы тот вырос достойным человеком. Неоднократно Фокион покрывал неблаговидные поступки Ктесиппа и лишь однажды, не выдержав, воскликнул: «Ах, Хабрий, Хабрий, я щедро отплатил тебе за дружбу — тем, что терплю твоего сына!»
По замечанию Дэвиса, после 322/21 года до н. э. Ктесипп больше не упоминается в источниках.